# Хохоликов, Александр Николаевич
Александр Николаевич Хохоликов (род. 12 апреля 1957) — российский дипломат. Чрезвычайный и полномочный посол (2022).

## Биография
Окончил Московский государственный институт международных отношений (МГИМО) МИД СССР (1987). Владеет испанским и английским языками. На дипломатической работе с 1987 года.
Женат. Имеет трёх взрослых детей. В 1996 году, в Мексиканских Соединенных штатах у него родился второй сын - Хохоликов Артем Александрович, российский видеоблогер и фотограф.
Работал на различных дипломатических должностях в Перу (дважды), Мексике, Коста-Рике, Гватемале (дважды), Колумбии.
В 2009—2013 годах — советник-посланник Посольства России в Перу.
В 2014—2017 годах — заместитель директора Латиноамериканского департамента МИД России.
С 3 октября 2017 по 21 ноября 2020 года — чрезвычайный и полномочный посол Российской Федерации в Гватемале. Верительные грамоты вручил 12 декабря 2017 года.
С 5 октября 2020 по 15 августа 2024 года — чрезвычайный и полномочный посол Российской Федерации в Никарагуа, а также Гондурасе и Сальвадоре по совместительству.

## Дипломатический ранг
- Чрезвычайный и полномочный посланник 2 класса (10 февраля 2012)[8].
- Чрезвычайный и полномочный посланник 1 класса (13 июня 2018)[9].
- Чрезвычайный и полномочный посол (29 декабря 2022)[10].